# Nerone (Boito)
Nerone è la seconda ed ultima opera di cui Arrigo Boito scrisse sia il libretto sia la musica.
L'opera, rimasta incompiuta per la morte dell'autore, fu completata da Antonio Smareglia e Vincenzo Tommasini su incarico di Arturo Toscanini, e fu rappresentata postuma il 1º maggio 1924 (Boito era morto nel 1918), ottenendo un grandissimo successo per l'epoca, anche se in seguito fu rappresentata molto raramente.
Boito produsse anche una versione per la "rappresentazione in prosa", in cinque atti, che rappresenta il suo primo proposito, con un atto finale sconosciuto all'opera in cui Nerone subisce un crollo psichico mentre recita l'Oreste, con conseguente apparizione dello spettro di Agrippina, ritornando tematicamente alla scena iniziale del dramma in cui cerca di placare i mani e le furie materni. Quest'atto, all'inizio presente nel libretto, venne abbandonato su consiglio di Ricordi.
L'opera destò sicuramente l'attenzione dei contemporanei e fu tradotta in lingua armena da Padre Arsen Ghazikian della Congregazione Mechitarista di San Lazzaro a Venezia nel 1902.

## Interpreti della prima rappresentazione
| Personaggio | Interprete (Direttore: Arturo Toscanini) |
| ----------- | ---------------------------------------- |
| Nerone      | Aureliano Pertile                        |
| Simon Mago  | Marcel Journet                           |
| Fanuèl      | Carlo Galeffi                            |
| Asteria     | Rosa Raisa                               |
| Rubria      | Luisa Bertana                            |
| Tigellino   | Ezio Pinza                               |
| Gobrias     | Giuseppe Nessi                           |
| Dositèo     | Carlo Walter                             |
| Pèrside     | Mita Vasari                              |
| Cerinto     | Maria Doria                              |
| schiavo     | Aristide Baracchi                        |

## Trama

### Atto I
La via Appia
È notte, e nella Via Appia risuonano i canti dei viandanti (Canto d'amor). Nerone, spaventato, dice al fido Tigellino di aver scorto una Erinni, una delle terribile divinità vendicatrici, che lo tormentava per il matricidio. Tigellino lo rassicura, e lo esorta a compiere il rito con Simon Mago per placare i Mani della madre Agrippina. Durante il rito riappare nuovamente l'Erinni, e Nerone scappa spaventato. Simon Mago chiede quale sia la sua vera identità: è Asteria, una giovane innamorata di Nerone (È il mio nume!). Il mago pensa di utilizzare la ragazza per poter assecondare l'imperatore. 

Sulla via, intanto, compare Rubria, una cristiana, che sta pregando Dio (Padre Nostro). Viene raggiunta da Fanuél, il capo dei cristiani, che la invita ad andarsene, dato che si sta avvicinando il Grande Nemico, Simon Mago. Il mago appare, ed esorta Fanuél a cedergli i suoi miracoli in cambio dell'oro. Il cristiano rifiuta, ed i due si allontanano, infuriati. 

Frattanto, Nerone viene a sapere da Tigellino che il popolo sta venendo verso di lui. L'imperatore teme per la sua vita, ma scopre che il Popolo vuole portarlo in trionfo verso Roma (Fortuna a fronte!).

### Atto II
Nel tempio di Simon Mago
Mentre si svolgono i riti nel tempio (Stupor! Portento!) Simon Mago escogita con i suoi fedeli di piegare Nerone al suo potere. Apparso l'imperatore nel tempio, gli ordina di andare all'altare (Su quell'altare), e fa apparire Asteria in vesti di dea. L'imperatore ne è estasiato (Ecco, la Dea si china), ma si rende conto subito che è un inganno, vista la reazione "umana" della finta dea, che lo bacia. Allora fa arrestare Simon Mago e ordina che Asteria sia gettata nella fossa delle serpi. Presa poi la cetra si siede sull'altare, come Apollo, e inizia a suonare.

### Atto III
L'orto
Mentre i cristiani pregano sotto la guida di Fanuel (canto delle beatitudini: E vedendo le turbe), giunge Asteria, fuggita dalla fossa dei serpenti in cui era stata fatta gettare per ordine di Nerone, e li avverte che Nerone ha ordinato anche il loro arresto.
Simon Mago guida i soldati romani sino a loro, e Fanuel viene arrestato. Il cristiano chiede ai fratelli di pregare per lui (Cantate a Dio).

### Atto IV

#### Quadro Primo
L'oppidum del circo massimo
Simon Mago viene avvertito da Gobrias dell'incombente incendio dell'Urbe, appiccato da Asteria per poter fuggire liberamente, e con lui i Cristiani. Anche Nerone ne è a conoscenza e se ne allieta con Tigellino (Ciò ch'io struggo). Quando i cristiani vengono condotti nell'arena, una vestale, in realtà Rubria velata, chiede pietà per loro. Scoperta da Simon Mago, la giovane viene condannata con i cristiani, che la afferrano e preparano a buttarla nell'Arena. Divertito, Nerone ordina che anche Simon Mago vi sia gettato (E tu non voli?). Il popolo s'avvia verso l'interno del circo, quando Gobrias avverte il popolo: L'incendio è nelle fornici. Si ode un boato generale, e tutto il quadro viene nascosto dal fumo delle fiamme.

#### Quadro Secondo
Lo spoliarium del circo massimo
Fanuel ed Asteria cercano Rubria nello spoliarium, dove depongono i morti (Scendi, cerchiam tra i morti). Lì c'è anche il cadavere di Simon Mago. I due scoprono Rubria, ancora viva. Lì la giovane confessa che ha servito un falso dio come vestale, e svela al cristiano il suo amore. Fanuel la perdona e la dichiara sua sposa, ma la giovane muore. Fanuél scappa subito, ma Asteria rimane un attimo a contemplare il cadavere di Rubria, prima infuriata ma poi colta improvvisamente da pietà per lei. La giovane infine invoca la pace su di lei, e fugge anch'essa: il tetto dello spoliarium crolla.

## Discografia
- 1924 - Franco Lo Giudice (Nerone), Marcel Journet (Simon Mago), Carlo Galeffi (Fanuel), Luisa Bertana (Rubria) - 78 giri: Società Nazionale del Grammofono «La Voce del Padrone» DB 732-734 (3x78s) (1924); DB 819-820[2]
- 1948 - Cesare Siepi (Simon Mago), Frank Guarrera (Fanuel), Herva Nelli (Asteria), Giulietta Simionato (Rubria) - Direttore: Arturo Toscanini - Orchestra e Coro del Teatro alla Scala di Milano - Registrazione dal vivo. Brani scelti - LP: HOPE 222 Morgan MOR 4801; Historical Recording Enterprises HRE 257. CD: Guild GHCD 2307/O8 (2004)[3]
- 1957 - Mirto Picchi (Nerone), Mario Petri (Simon Mago), Giangiacomo Guelfi (Fanuel), Anna De Cavalieri (Asteria), Adriana Lazzarini (Rubria), Ferruccio Mazzoli (Tigellino), Piero De Palma (Gobrias), Plinio Clabassi (Dositeo), Anna Di Stasio (Perside), Valeria Escalar (Cerinto), Mino Fanelli (Il tempiere), Augusto Frati (Viandanti), Gennaro Chiocca (Lo schiavo ammonitore) - Direttore: Franco Capuana - Orchestra e Coro del Teatro San Carlo di Napoli - Registrazione dal vivo - LP: E.J. Smith «The Golden Age of Opera» EJS 254 (1962); Cetra «Opera Live» LO 56. CD: Great Opera Performances G.O.P. 772[4]
- 1975 - Bruno Prevedi (Nerone), Agostino Ferrin (Simon Mago), Alessandro Cassis (Fanuel), Ilva Ligabue (Asteria), Ruza Baldani (Rubria), Antonio Zerbini (Tigellino), Giampaolo Corradi (Gobrias), Alessandro Cassis (Dositeo), Anna Di Stasio (Perside), Corinna Vozza (Cerinto) - Direttore: Gianandrea Gavazzeni - Orchestra della RAI di Torino - LP: Bismark Beane MRF 161-S (1980); CD: Cetra LO 7704-7705 (1994); Living Stage 34704 (1999)[5]
- 1981 - János B. Nagy (Nerone), József Dene (Simon Mago), Lajos Miller (Fanuel), Ilona Tokody (Asteria), Lívia Aghová (Rubria), József Gregor (Tigellino), Péter Korcsmáros (Gobrias), Pál Kovács (Dositeo), Mária Takács (Perside), Tamara Takács (Cerinto) - Direttore: Eve Queler - Orchestra di Stato ungherese - Hungaroton (CD: HCD 12487-12489; Cassette: MK 12487-12489; LP: SLPD 12487-12489)[6][7]
- 1989 - Krunoslav Cigoj (Nerone), David McShane (Fanuel), Veneta Janeva Iveljić (Asteria), Zlatomira Nikolova (Rubria) - Direttore: Nikša Bareza - Registrazione dal vivo - DVD: House of Opera DVDCC 948 (pubblicato nel 2005)[8]